# Restless heart
Restless heart is een studioalbum van David Coverdale met Whitesnake. Na Slip of the tongue hief Coverdale de muziekgroep Whitesnake op om een kort uitstapje te hebben in Coverdale and Page. Dat duo hield ook niet lang stand en Coverdale nam op eigen titel een nieuw album op met de gitarist uit de laatste versie van Whitesnake, Ad Vandenberg.
In de Sierra Sonic geluidsstudio in Reno werd Restless heart opgenomen, dat dus eerst zou verschijnen op de naam van Coverdale zelf, maar de platenmaatschappij besliste anders; het werd Whitesnake.

## Musici
- David Coverdale – zang
- Ad Vandenberg – gitaar
- Guy Pratt – basgitaar
- Brett Tuggle – toetsinstrumenten, achtergrondzang
- Denny Carmassi – slagwerk

Met
- Tommy Funderburk – zang
- Beth Anderson, Maxine – achtergrondzang
- Elk Thunder – mondharmonica

## Muziek
Alle van Coverdale en Vandenberg, behalve waar aangegeven

| Nr. | Titel                                            | Duur |
| --- | ------------------------------------------------ | ---- |
| 1.  | Don't fade away                                  | 5:02 |
| 2.  | All in the name of love                          | 4:42 |
| 3.  | Restless heart                                   | 4:50 |
| 4.  | Too many tears                                   | 5:44 |
| 5.  | Crying                                           | 5:34 |
| 6.  | Stay with me (Jerry Ragovoy, George David Weiss) | 4:09 |
| 7.  | Can't go on                                      | 4:27 |
| 8.  | You're so fine                                   | 5:10 |
| 9.  | Your precious love                               | 4:34 |
| 10. | Take me back again                               | 6:02 |
| 11. | Woman trouble blues                              | 5:35 |

| Nr. | Titel                                                      | Duur |
| --- | ---------------------------------------------------------- | ---- |
| 11. | Anything you want                                          | 4:11 |
| 12. | Can't stop now                                             | 3:27 |
| 13. | Oi (Instrumental) (Denny Carmassi, Coverdale & Vandenberg) | 3:47 |

## Hitnotering
In het Verenigd Koninkrijk kende het album naar een matig succes, ze stond twee weken genoteerd in de Top 100 (plaatsen 34 en 55).

### NederlandseAlbum Top 100
| Hitnotering: 14-6-1997 t/m 11-7-1997 | Hitnotering: 14-6-1997 t/m 11-7-1997 | Hitnotering: 14-6-1997 t/m 11-7-1997 | Hitnotering: 14-6-1997 t/m 11-7-1997 | Hitnotering: 14-6-1997 t/m 11-7-1997 | Hitnotering: 14-6-1997 t/m 11-7-1997 |
| Week:                                | 1                                    | 2                                    | 3                                    | 4                                    |                                      |
| ------------------------------------ | ------------------------------------ | ------------------------------------ | ------------------------------------ | ------------------------------------ | ------------------------------------ |
| Positie:                             | 83                                   | 67                                   | 65                                   | 99                                   | uit                                  |

1. ↑  Official Albums Chart. officialcharts.com. Geraadpleegd op 10 augustus 2023.